# A Queen együttes díjainak listája
A Queen egy 1971 és 1997 között működő brit rockegyüttes volt. Tagjai Freddie Mercury énekes, Brian May gitáros, John Deacon basszusgitáros és Roger Taylor dobos voltak. 1973 és 1995 között tizenöt stúdióalbumot és több mint ötven kislemezt bocsátottak ki, világszerte 150 millió lemezt adtak el.
Bár a szakmai kritika általában nem értékelte sokra őket, sikereik idején több  zenei díjra jelölték őket, néhányat meg is nyertek. Grammy-díjra egyetlenegyszer jelölték őket, 1980-ban az Another One Bites the Dust című dalért, de végül nem nyertek.

## MTV Video Music Award
Az MTV Video Music Award egy évente kiosztott díj, amelyet 1984-ben alapított a Music Television zenei televíziócsatorna. A Queen két jelölésből egyet váltott díjra:
| Év   | Jelölt            | Díj                           | Eredmény | Megjegyzés                  |
| ---- | ----------------- | ----------------------------- | -------- | --------------------------- |
| 1984 | Radio Ga Ga       | Legjobb művészeti rendezés    | jelölt   |                             |
| 1992 | Bohemian Rhapsody | Legjobb videóklip egy filmből | megnyert | A Wayne világa című filmből |

## BRIT Awards
A BRIT Awards a Brit Hanglemezgyártók Szövetségének évente kiosztott díja. A Queen három díjat nyert:
| Év   | Jelölt                          | Díj                                             | Eredmény |
| ---- | ------------------------------- | ----------------------------------------------- | -------- |
| 1990 | Queen                           | A zenei életben elért kimagasló teljesítményért | megnyert |
| 1992 | Freddie Mercury (posztumusz)    | A zenei életben elért kimagasló teljesítményért | megnyert |
| 1992 | These Are the Days of Our Lives | Legjobb brit kislemez                           | megnyert |

## Grammy-díj
A Grammy-díj egy évente kiosztott díj, amelyet az amerikai Hanglemez Művészetek és Tudományok Akadémiája oszt ki. A Queen egyetlen jelölést szerzett, de azt nem nyerte meg: A Grammy Hall of Fame azoknak a hangfelvételeknek a gyűjteménye, melyek maradandó minőséget képviselnek vagy zenetörténeti jelentőségűek. A beiktatást a Grammy-díjakat is odaítélő Akadémia végzi 1973 óta. A Queen két kislemeze és egy nagylemeze került be eddig a Grammy Hall of Fame-be.
| Év   | Jelölt                                         | Díj                         | Eredmény  |
| ---- | ---------------------------------------------- | --------------------------- | --------- |
| 1980 | Another One Bites the Dust                     | Legjobb vokális rockzenekar | jelölt    |
| 2004 | Bohemian Rhapsody (single)                     | Grammy Hall of Fame         | beiktatva |
| 2009 | We Are the Champions/We Will Rock You (single) | Grammy Hall of Fame         | beiktatva |
| 2018 | A Night at the Opera (album)                   | Grammy Hall of Fame         | beiktatva |

## Ivor Novello-díj
Az Ivor Novello-díjat évente osztja ki a brit zeneszerzők és dalírók szövetsége. A Queen öt ilyen díjat nyert:
| Év   | Jelölt                          | Díj                                                     | Eredmény | Megjegyzés                    |
| ---- | ------------------------------- | ------------------------------------------------------- | -------- | ----------------------------- |
| 1975 | Killer Queen                    | Legjobb dalszerző                                       | megnyert | A díjat Freddie Mercury kapta |
| 1976 | Bohemian Rhapsody               | Legjobb dalszerző                                       | megnyert | A díjat Freddie Mercury kapta |
| 1987 | Queen                           | A brit zene fejlődéséért végzett kiemelkedő munkájukért | megnyert |                               |
| 1992 | These Are the Days of Our Lives | Legjobb kislemez                                        | megnyert |                               |
| 1997 | Too Much Love Will Kill You     | Legjobb dal szövegileg és zeneileg                      | megnyert |                               |

## Külső hivatkozások
- Queen online